# Championnat d'Afrique masculin de softball
Le Championnat d'Afrique masculin de softball est une compétition continentale mettant aux prises les sélections nationales masculines de softball du continent africain  sous l'égide de WBSC Africa. 
La compétition est qualificative pour le Championnat du monde de softball.

## Palmarès
| Année        | Lieu           |                | Or       | Argent | Bronze |
| ------------ | -------------- | -------------- | -------- | ------ | ------ |
| 2019 Détails | Afrique du Sud | Afrique du Sud | Botswana |        |        |
| 2022 Détails | Afrique du Sud | Afrique du Sud | Botswana |        |        |